# Батори

Герб Батори: в червлёном поле три серебряных правых клина

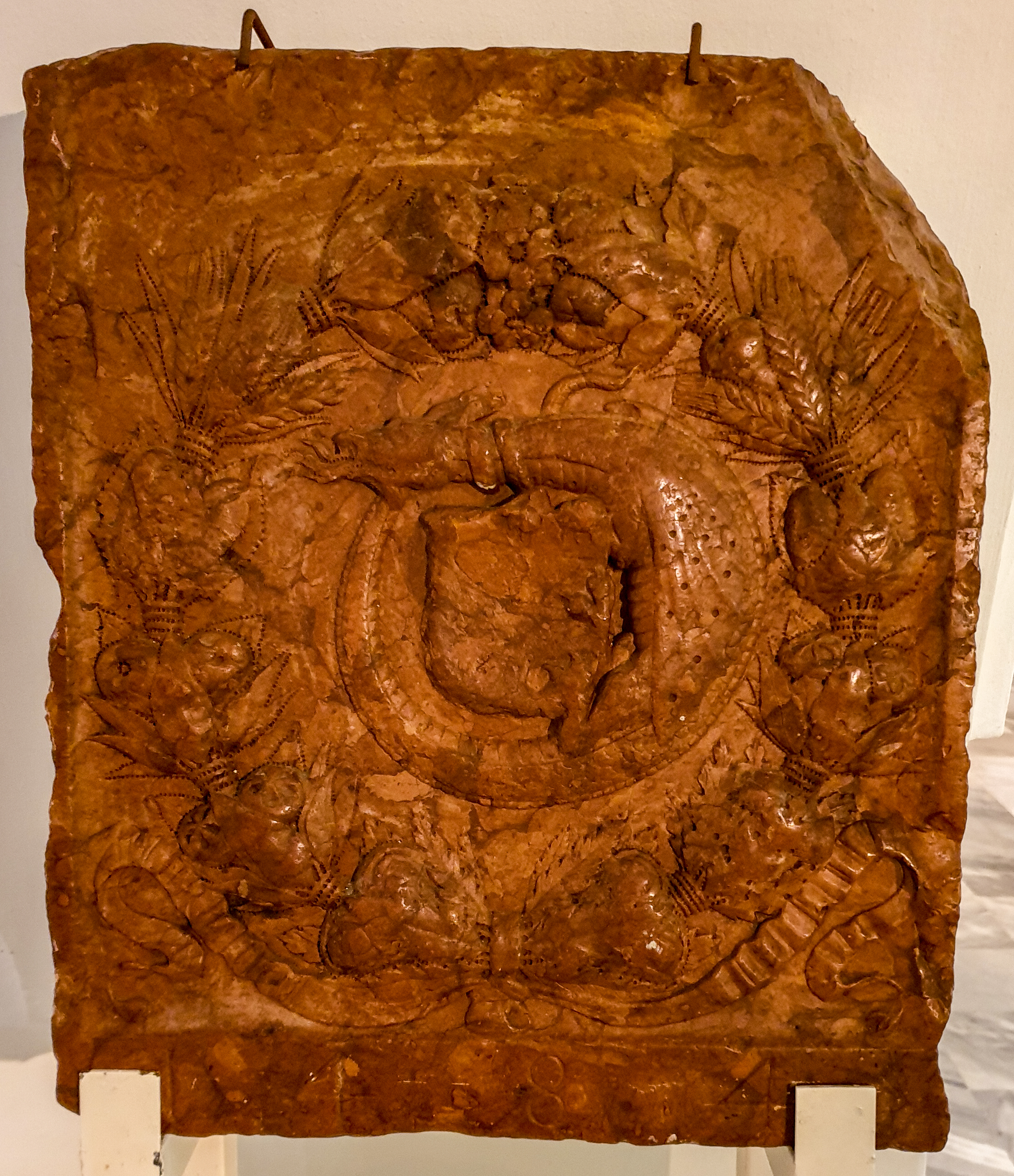
Герб рода из красного мрамора, 1484

Батори (венг. Báthory, пол. Batory) — старинный и влиятельный венгерский магнатский род, династия князей Трансильвании, с 1575 по 1586 год, в лице Стефана Батория правящая фамилия Великого княжества Литовского и королевский дом Польши, игравший значительную роль в Восточной Европе во времена позднего Средневековья.
Происходят из города Шомьё, где находился их фамильный замок. Замок был построен Миклошем Батори в начале XIII века и впервые упоминается под 1319 годом. После того как Батори в 1592 году построили себе особняк в городе, замок пришёл в запустение и ныне лежит в руинах.
Последние представители рода Батори жили в начале XVII века в Речи Посполитой. Графиня Софья, последняя из Батори, была женой Дьёрдя II Ракоци. Она умерла в Паланке в 1680 году.

## Происхождение
Батори предположительно являются ответвлением рода Гуткелед, основателями которого были братья Гут и Келед, которые во время правления Петра Орсеоло (1038—1046) переселились в Венгрию из Германии.
Собственно род Батори ведёт начало от Андраша Лысого из Ракомаза, который упомянут в 1250 году, как покровитель монастыря Шарвар в комитате Сатмар. В 1279 году король Ласло IV наградил брата Андраша Ходаша и сыновей Андраша Дьёрдя (ум. 1307), Бенедикта (ум. 1321) и Берека (ум. 1322) за их военные заслуги замком Батор в комитате Сабольч. Батор к тому моменту был владением Вайды, сына Лангоша, который женился на родственнице Андраша, но не оставил наследников. В 1310 Берек стал полноправным владельцем Батора, после чего его потомки начали именоваться Батори.

## Ветви
Потомки Берека разделились на несколько ветвей. Старейшая ветвь — Батори-Шомьё — происходит от Ласло (ум. 1373), сына Яноша, графа Сатмара, который был старшим сыном Берека. Ласло, граф Сабольча, вступил в брак с Анной Медьеши и получил в приданое замок Шомьё. Брат Ласло Дьёрдь был основателем рода Шимолин или Батори-Шимолин. Дальнейший раздел ветви произошел при правнуках Ласло: Янош и Иштван стали основателями рода Батори-Санислёфи, Миклош же продолжил линию Батори-Шомьё.
Младшая ветвь — Баторе-Эчеды — происходит от Лёкёша, младшего сына Берека. Лёкёш владел землями в Сатмаре, а после получил от короля Карла Роберта ещё и Эчед, где построил замок Хршэи. Иногда эта ветвь называется Ньирбатор (Новые Батори).
```
                                 Миклош
                                    |
                                 
Иштван

                            ________|______________________________________
                           |                       |                       |
                         
Стефан
               
Криштоф
                     Анна
                                                   |                       |
                                               
Жигмонт
                
Елизавета
```

## Герб

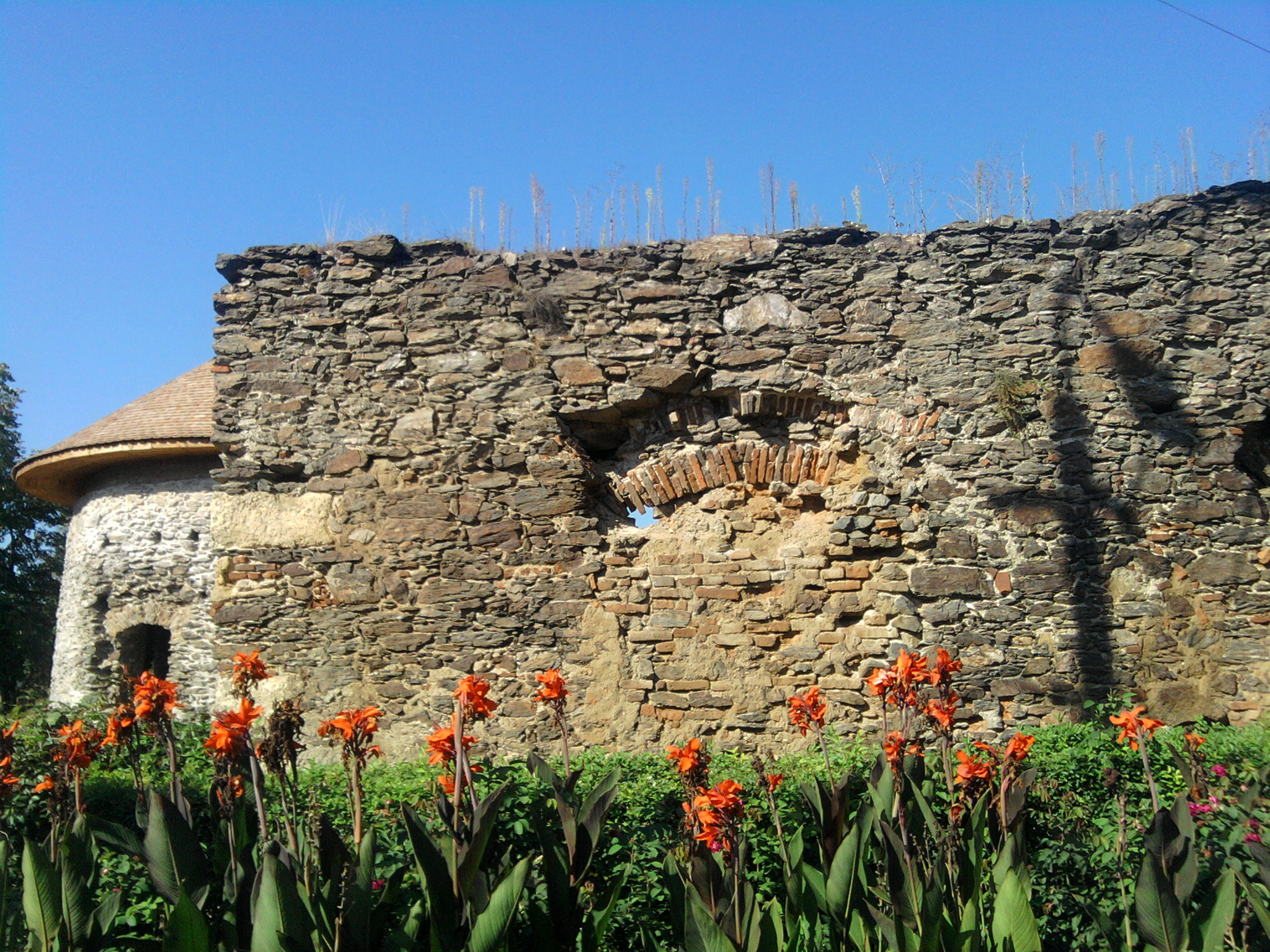
Развалины замка в Шомьё

Согласно легенде, один из первых представителей рода Витус Гуткелед вызвался убить дракона, который поселился в болотах и охотился на местное население. Витус убил его тремя ударами своего копья и в награду получил замок. Благодарные люди прозвали его Батор (по-венгерски, мужественный) и «animus magnanimus». В 1325 сыновья Берека получили герб, который был связан с этой легендой: три горизонтальных зуба дракона, который держит щит и обвивает шею своим хвостом.

## Представители
Наиболее известными членами этой семьи были:
- Миклош IV Батори — трансильванский воевода, в 1467 г. возглавлял неудачный поход на Молдавию;
- Иштван Батори (1477—1534) — воевода Трансильвании, сын Миклоша IV отец Стефана Батория;
- Криштоф I Батори (1530—1581) — князь Трансильвании (в период с 1576 по 1581 годы);
- Стефан Баторий (1533—1586) — король польский и великий князь литовский; князь Трансильвании;
- Елизавета Батори (1560—1614) — графиня, племянница Стефана Батория.
- Вероника Батори (1551—1600) — дочь польского короля Стефана Батория, князя Трансильвании;
- Жигмонд Батори (1572—1613) — князь Трансильвании (в период с 1581 по 1603 годы).

## В России
В Российской империи потомками Батори считали себя бароны Симолины и, на основании Части 5 Общего гербовника дворянских родов Всероссийской империи, стр. 41 и пункта 86 Списка дворянского сословия Воронежской губернии Бакунины и Бакулины (возможно, также Батурины).